# Birrie River
Birrie River är ett vattendrag i Australien. Det ligger i delstaten New South Wales, i den sydöstra delen av landet, omkring 630 kilometer nordväst om delstatshuvudstaden Sydney.
Omgivningarna runt Birrie River är i huvudsak ett öppet busklandskap. Trakten runt Birrie River är nära nog obefolkad, med mindre än två invånare per kvadratkilometer. Genomsnittlig årsnederbörd är 418 millimeter. Den regnigaste månaden är februari, med i genomsnitt 77 mm nederbörd, och den torraste är oktober, med 3 mm nederbörd.